# Манаенков, Юрий Алексеевич
Ю́рий Алексе́евич Мана́енков (2 августа 1936, дер. Новопокровка Сосновского района Тамбовской области, РСФСР, СССР — 28 августа 2021, Москва, Российская Федерация) — советский партийный и государственный деятель, первый секретарь Липецкого областного комитета КПСС в 1984—1989, cекретарь ЦК КПСС в 1989—1991, депутат Верховных Советов СССР и России, народный депутат СССР.

## Биография
Родился 2 августа 1936 года в деревне Новопокровка Сосновского района Тамбовской области, русский.
Трудовой путь начал в 1955 году колхозником колхоза «Победа» Тамбовской области. В 1958—1962 гг. работал в газете «За урожай» (Ламский район Тамбовской области) — литературным сотрудником, заведующим отделом, ответственным секретарём, заместителем редактора. В 1960 г. вступил в КПСС. В 1962—1963 гг. — инструктор Ламского райкома КПСС, секретарь парткома совхоза. В 1963—1964 гг. — заместитель редактора газеты «Ленинская правда» (Сосновский район).
В 1964 окончил Мичуринский плодоовощной институт. Работал старшим агрономом Староюрьевского производственного колхозно-совхозного управления, избирался секретарём парткома совхоза «Новоюрьевский». В 1965—1968 гг. — редактор районной газеты «Звезда» (Тамбовская область). Был членом Союза журналистов СССР.
В 1968 году переведён на партийную работу: в 1968—1973 — секретарь, второй секретарь Ржаксинского, затем первый секретарь Умётского райкомов КПСС, в 1973—1975 — заведующий отделом организационно-партийной работы Тамбовского обкома КПСС. В 1974 окончил заочную ВПШ при ЦК КПСС.
В 1975—1981 — секретарь Тамбовского обкома КПСС. В 1981—1982 находился в командировке — в должности советника ЦК Народно-демократической партии Афганистана. В 1983—1984 — второй секретарь Тамбовского обкома КПСС.
В январе 1984 избран первым секретарём Липецкого областного комитета КПСС, в должности которого проработал до своего избрания секретарём ЦК КПСС в сентябре 1989 года. Был жёстким, требовательным, бескомпромиссным руководителем; впервые добился того, что все хозяйства агропромышленного комплекса области стали рентабельны.
С 1986 г. — член ЦК КПСС (избран XXVII, затем XXVIII съездом КПСС). С 20 сентября 1989 до приостановления деятельности ЦК партии 29 августа 1991 — секретарь ЦК КПСС; с 9 декабря 1989 по 19 июня 1990 г. — член Российского бюро ЦК КПСС. С 1990 г. — заведующий организационным отделом ЦК КПСС. Избирался руководителем мандатной комиссии XXVIII съезда КПСС.
Избирался депутатом Совета Союза Верховного Совета СССР 11-го созыва (1984—1989) от Липецкой области); в 1989—1990 — народный депутат СССР, в 1990—1993 — народный депутат РСФСР (член Комиссии Совета Национальностей Верховного Совета России по вопросам социального и экономического развития республик в составе РФ, автономных областей, округов и малочисленных народов; член фракции «Отчизна»).
Согласно воспоминаниям 1-го секретаря МГК КПСС Ю.А. Прокофьева, Манаенков принимал активное участие в деятельности ГКЧП, однако впоследствии к ответственности не привлекался.
12 декабря 1991 года, являясь членом Верховного Совета РСФСР, проголосовал за ратификацию беловежского соглашения о прекращении существования СССР.
После распада СССР отошел от политической деятельности. Жил в Москве, возглавлял липецкое землячество.
Скончался 28 августа 2021 года. Похоронен в Москве на Анкудиновском кладбище.

### Семья
Был женат на Манаенковой Валентиной Ивановне; имелись сын и две внучки.

## Избранные публикации
- Манаенков Ю. А. Партийное руководство — процесс творческий. — М., 1988. — 157 с. — 50 000 экз. — ISBN 5-250-00209-9.

## Награды
- орден Ленина (01.08.1986)
- 2 ордена Трудового Красного Знамени (11.12.1973; 20.07.1982)
- орден «Знак Почёта» (08.04.1971)
- медали